# Alessandro Camon

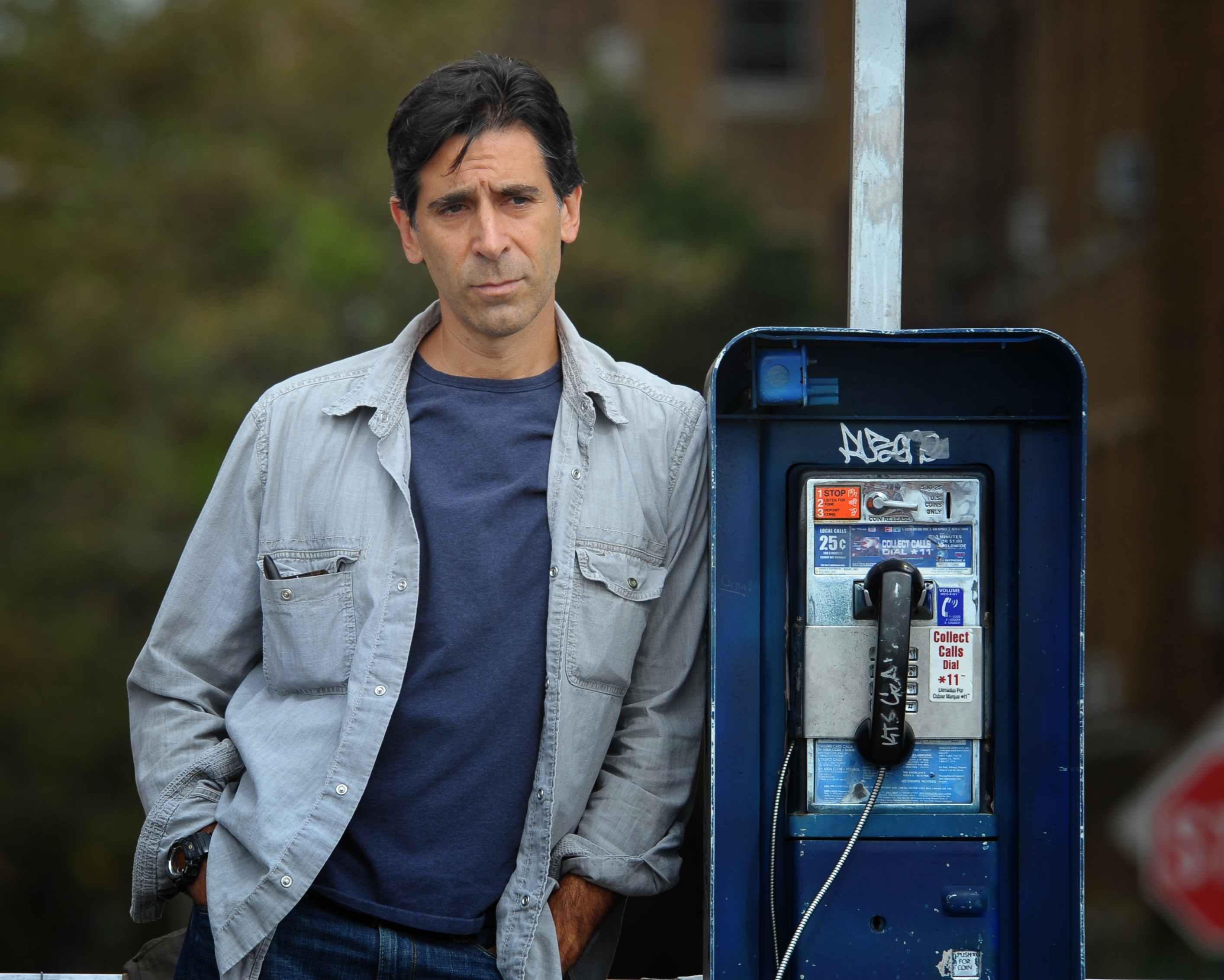
Alessandro Camon (2009)

Alessandro Camon (* 1963 in Padua, Italien) ist ein italienischer Filmproduzent und Drehbuchautor.

## Leben
Alessandro Camon studierte zunächst an der Universität Padua und betätigte sich als Filmkritiker. Nachdem er dort seinen Abschluss in Philosophie gemacht hatte, wechselte er an die UCLA. Dort absolvierte er die Professional School für Theater, Film und Fernsehen.
1996 betätigte er sich erstmals als Produzent bei dem Film The Crow – Die Rache der Krähe und in der Folgezeit bei meist kleineren Filmproduktionen. Größere Bekanntheit im Filmgeschäft erlangte er als Koproduzent von Mary Harrons American Psycho mit Christian Bale in der Hauptrolle. Neben seiner Produzententätigkeit verfasste er mit Oren Moverman das Drehbuch zu The Messenger – Die letzte Nachricht. Dafür wurden sie bei der Berlinale mit dem Silbernen Bären ausgezeichnet und waren bei der Oscarverleihung 2010 für das beste Originaldrehbuch nominiert. Die Auszeichnung ging jedoch an Mark Boal für dessen Drehbuch zu Tödliches Kommando – The Hurt Locker.
Camon ist mit der Filmproduzentin Suzanne Warren verheiratet.

## Filmografie (Auswahl)
- 1996: The Crow – Die Rache der Krähe (The Crow: City of Angels)
- 2000: The Crow III – Tödliche Erlösung (The Crow: Salvation)
- 2000: American Psycho
- 2001: Owning Mahowny
- 2003: The Cooler – Alles auf Liebe (The Cooler)
- 2006: Driving Lessons – Mit Vollgas ins Leben (Driving Lessons)
- 2009: The Messenger – Die letzte Nachricht (The Messenger)
- 2013: Shootout – Keine Gnade (Bullet to the Head)
- 2022: The Listener